# Chiesa della Natività di San Giovanni Battista (Campodenno)
La chiesa della Natività di San Giovanni Battista è la parrocchiale a Termon, frazione di Campodenno, in Trentino. L'edificio risale al XIV secolo.

## Storia

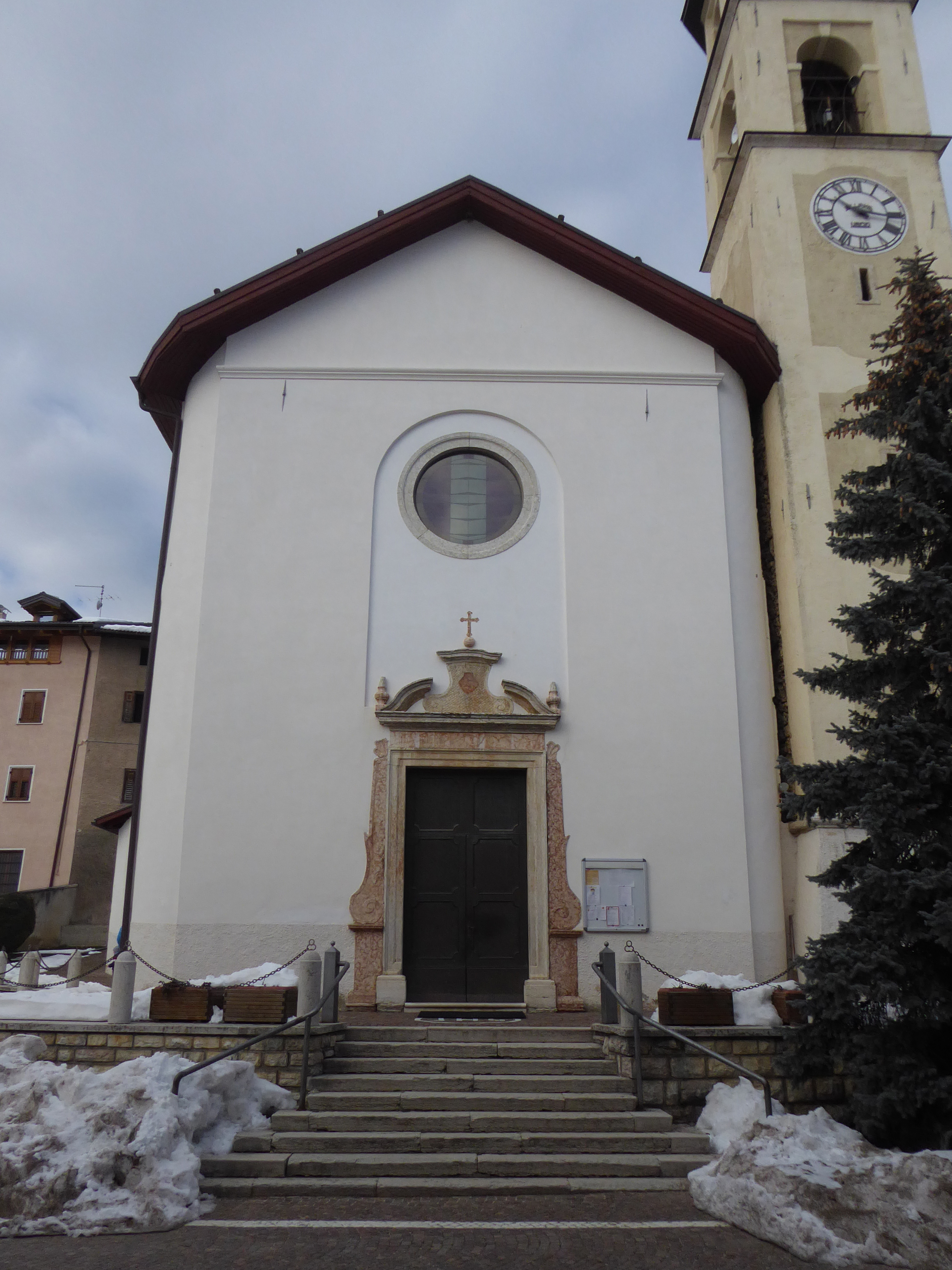
Facciata

La prima menzione della chiesa di San Giovanni Battista a Termon è contenuta nel testamento di Nicolò Predacuca, redatto il 23 febbraio 1395 prima di recarsi in pellegrinaggio a Gerusalemme, che lasciò un legato perpetuo di 12 minele d'olio per l’illuminazione di questo edificio sacro e di santa Maria Coronata (convento dell'Ordine teutonico, che sorge sul dosso di Petra Cucha).
Negli atti visitali del 1537 sono menzionate due chiese presenti a Termon:  la Chiesa di San Giovanni Battista e quella della Santissima Trinità. Nella visita del 1579 fu registrata la presenza di quattro altari consacrati, la sacrestia, la torre campanaria e un cimitero. Fu sollecitato però un intervento, vista l'assenza di vetri sulle finestre e il cattivo stato generale dell'edificio. I visitatori chiesero di tener chiusa la chiesa lasciando aperta soltanto una finestra per i passanti, di sostituire il crocifisso e di chiudere il camposanto per non farvi entrare gli animali.
La chiesa fu eretta a curazia della pieve di Denno nel 1723 e pochi anni dopo ottenne un fonte battesimale costruito da Giovanni Briani. L'amministrazione del patrimonio (costituito grazie ai diversi lasciti dei devoti del luogo) era delegata a un sindaco eletto ogni anno dai più saggi del paese. I sindaci della chiesa dovevano presentare ogni anno il libro dei conti al pievano di Denno.
Nel 1766 fu oggetto di interventi che ne ampliarono le dimensioni, allungando l'abside, inoltre fu stabilizzata la torre campanaria. Già nel 1776 fu demolito il vecchio campanile e agli architetti lombardi Pietro Bianchi e il figlio Antonio venne affidato il compito, per più di 3900 fiorini, di sostituirlo e di attuare i rifacimenti della chiesa. Questi architetti introdussero in Trentino, vista la loro attività in altre chiese della regione, uno stile tardobarocco caratteristico per le leggere decorazioni in stucco, il verticalismo delle proporzioni e l'arrotondamento degli spigoli. In quest'occasione fu abbattuta anche la vicina Chiesa della Santissima Trinità. Nel 1777, a lavori ultimati, la chiesa venne benedetta.
Già nel 1787, a causa di alcune fessure nella volta, Pietro Bianchi tornò per rinforzarla con chiavi in ferro. Tuttavia nel 1806 lo stesso problema si manifestò nuovamente, così fu chiamato l'architetto Pietro Tacchi.
L'8 agosto 1825 Francesco Saverio Luschin, vescovo di Trento, celebrò la sua solenne consacrazione.
Nel paese di Termon erano presenti tre confraternite: la Confraternita del Carmelo, eretta nel 1737, che faceva la sua processione ogni seconda domenica del mese e aveva preso il suo nome dall'altare laterale destro dedicato alla Beata Vergine del Carmelo, di cui non si ha più notizia dopo il 1956; la Congregazione del Terz'Ordine di San Francesco, eretta nell'ottobre del 1904 e sciolta nel 1956 e la Pia unione delle figlie di Maria, istituita nel 1907, della quale si conservano documenti fino al 1925.

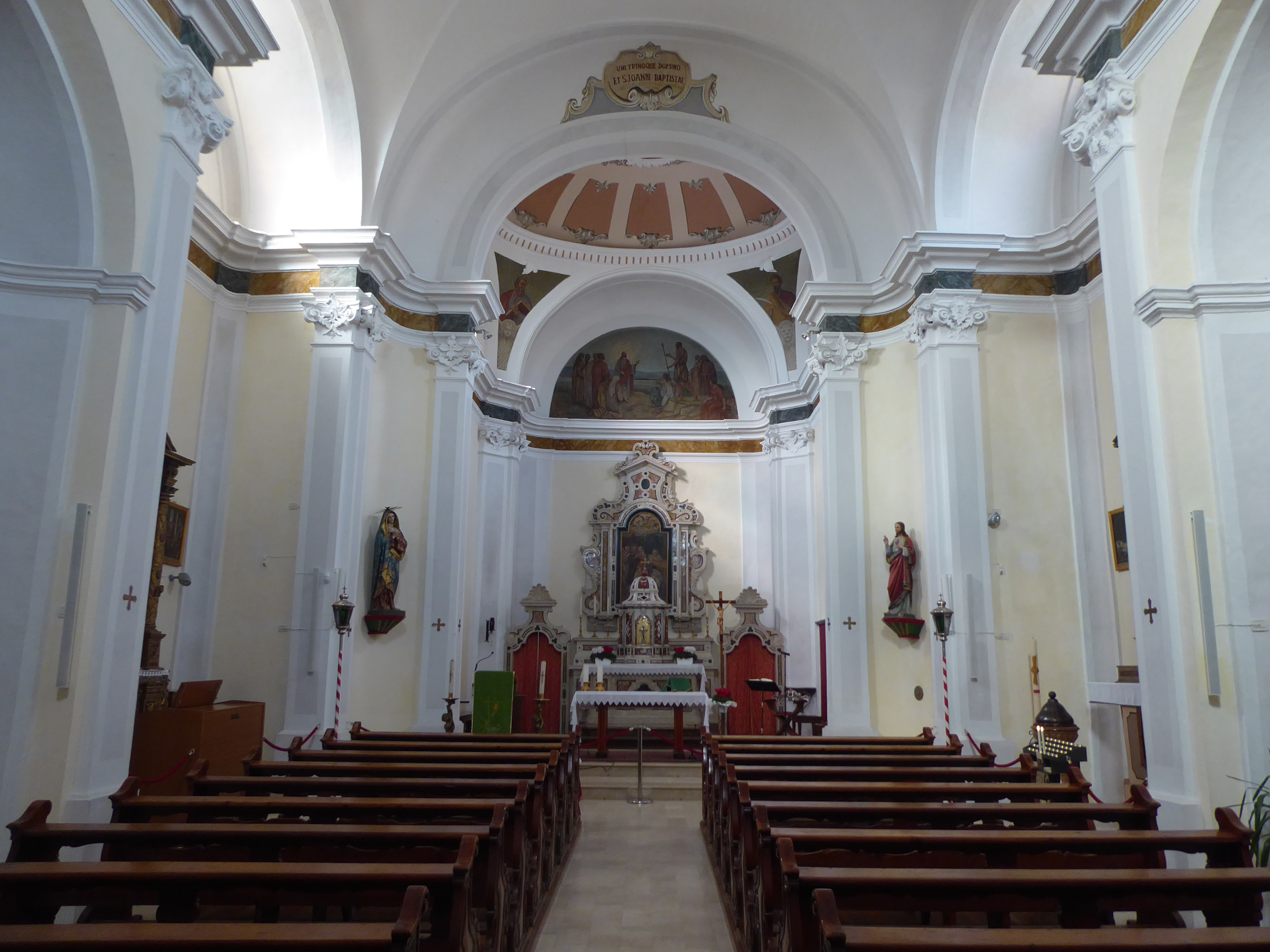
Interno

Durante la prima guerra mondiale il governo austriaco requisì due delle tre campane della chiesa, sostituite nel 1923 dalla fonderia Brighenti di Bologna. Nel 1935, come si desume dalla data sull'arco santo, Matteo Tavini realizzò i dipinti murali delle pareti interne.
Nel 1967 fu elevata a dignità di parrocchia.         Nel 1968 iniziò un ciclo di interventi molto importanti che riguardarono le demolizioni della cantoria, del pulpito in legno e di un altare, sostituzioni e ricollocazioni di parti interne, ritocchi alle pareti dipinte e agli stucchi, oltre alla messa a norma degli impianti e all'adeguamento liturgico.
Nel 1999 altri interventi strutturali portarono al consolidamento della volta sulla sala e ad una protezione contro le infiltrazione di umidità. Fu anche ritinteggiata sia negli interni sia negli esterni, e il sagrato venne rifinito con cubetti di porfido. 
L'ultimo restauro conservativo è iniziato nel 2003 e si è concluso nel 2010. Sono state sostituite le vetrate, rinnovate le coperture e restaurati gli altari in legno.

## Descrizione

### Esterni

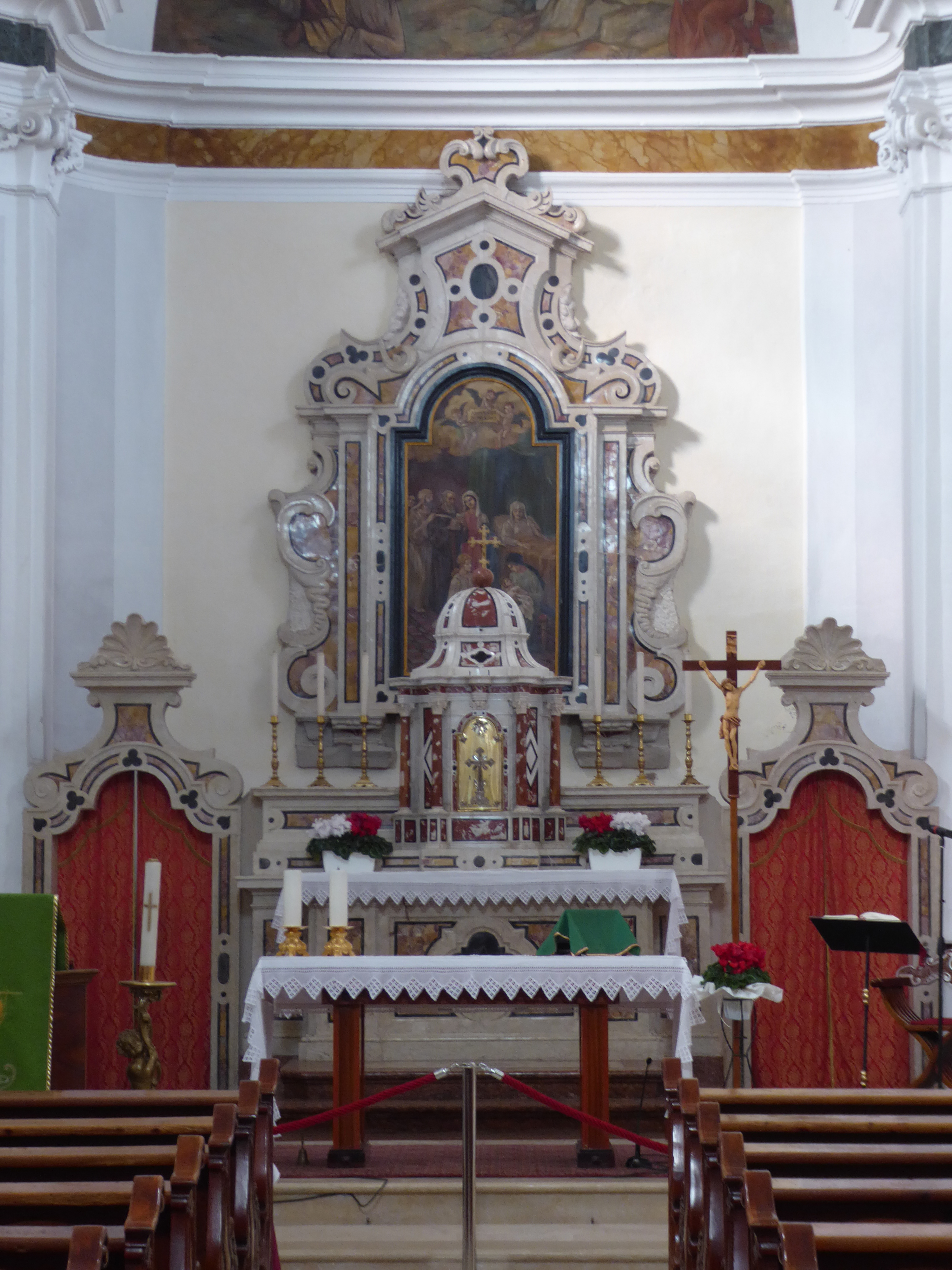
Altare maggiore

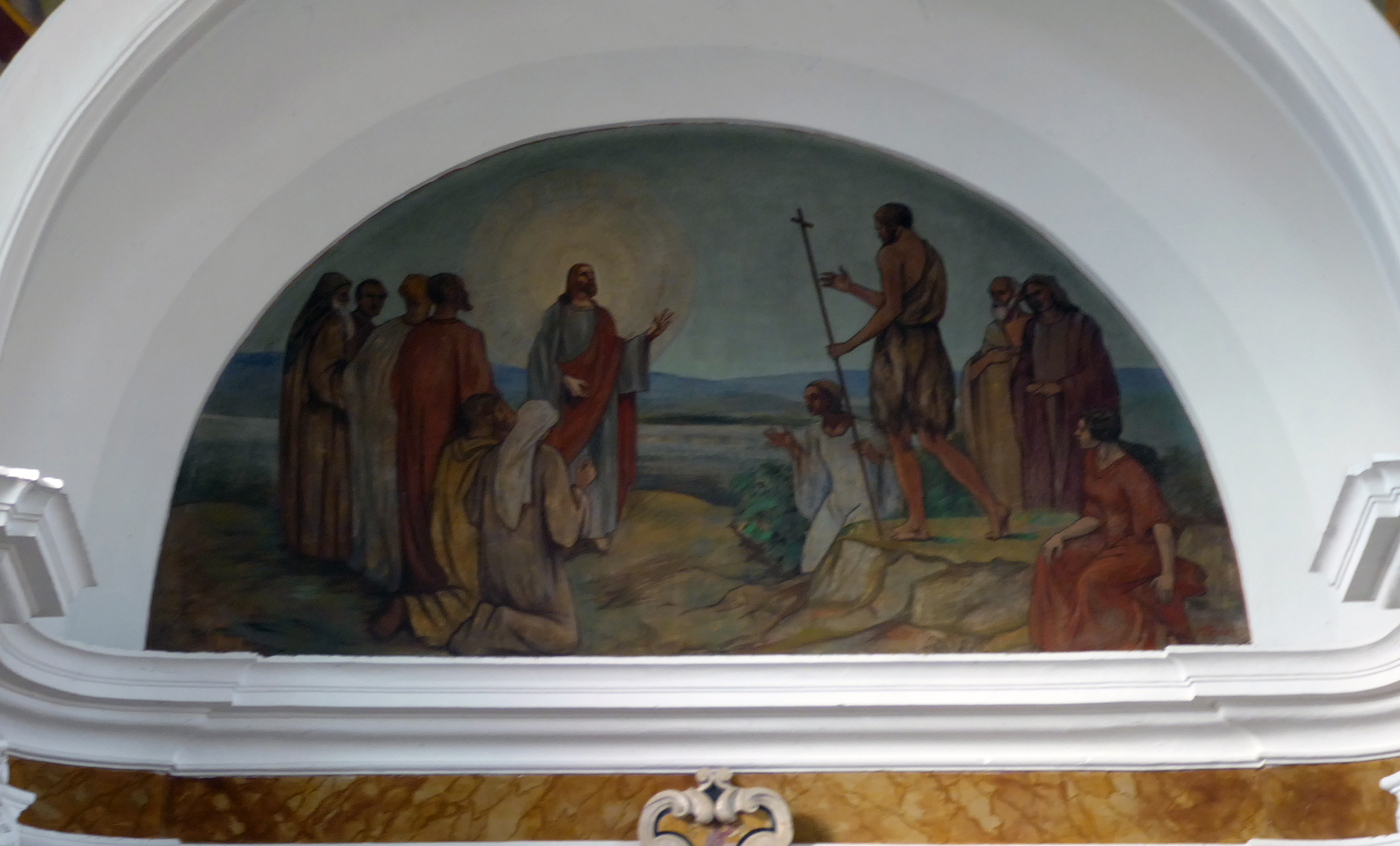
Lunetta in fondo all'abside, Matteo Tevini

La parrocchiale sorge al centro di Termon. La facciata a due spioventi con gli spigoli smussati è preceduta dal sagrato elevato su di una scalinata di nove gradini. Al centro c'è il portale architravato in pietra calcarea bianca e rosa, completato da frontone interrotto e cimasa centrale, sormontato da una nicchia centinata che incornicia un oculo. È presente poi un ingresso architravato secondario sul fianco sinistro, nel quale è situata la sacrestia. A destra della facciata si eleva il campanile.

### Interni
All'interno la navata unica è divisa in tre campate, coperte da volte a botte. In corrispondenza della prima e della seconda campata le pareti laterali immettono in due coppie di cappelle a pianta rettangolare; le due cappelle più ampie ospitano gli altari laterali, l'armonium e il battistero nella terza campata. L'arco santo a tutto sesto con gli angoli smussati introduce nel presbiterio, elevato di due gradini e coperto da una cupola ornata da stucchi e dipinti di Matteo Tevini, che nel 1935 dipinse anche la lunetta di fondo dell'abside. Il presbiterio è di forma quadrangolare rientrante, con gli angoli smussati.
La chiesa inizialmente aveva tre altari: quello maggiore dedicato a Giovanni Battista, l'altare laterale sinistro ad Antonio abate e quello destro alla Beata Vergine del Carmelo.
L'altare maggiore, in marmi policromi, fu realizzato nel 1786 dai fratelli Giovanni Battista e Giuseppe Antonini. Conserva una pala novecentesca, raffigurante la Natività di San Giovanni Battista. Nella lunetta dell'abside è presente l'affresco, di Matteo Tavini, che rappresenta l'Incontro di San Giovanni Battista con Gesù Cristo.
L'altare destro seicentesco, forse opera di Simone Lenner, presenta una statua lignea novecentesca della Madonna del Carmine. L'altare laterale sinistro, anch'esso attribuibile a Lenner, presenta una pala raffigurante l'Incoronazione di Maria.
Sulla parete sinistra è stata appesa l'antica pala (cm 152 x 88) dell'altare maggiore, dove è rappresentata la Natività del Battista, con in basso a sinistra la firma e la data dell'opera (M. L. F., 1766) e in alto al centro l'iscrizione IOANNES EST NOMEN EIUS, attribuita a Mattia Lampi. L'artista dipinse anche tra il 1776 e il 1778 le quattordici stazioni della Via Crucis e i dodici quadri degli apostoli, conservati ora nella canonica.
Ai lati dell'arco santo sono visibili due statue lignee: la Madonna Addolorata (fine XIX secolo) e il Sacro Cuore di Gesù (opera di Carlo Pancheri). 
Sul lato destro dell'aula inoltre, in una nicchia, trova posto una statua in legno, anch'essa novecentesca, raffigurante San Giuseppe con Bambino. In posizione centrale sopra l'arco santo vi è la decorazione con la scritta UNI TRINOQUE DOMINO ET S. JOANNI BAPTISTAE.